# François Fulgis Chevallier
François Fulgis Chevallier ( * 1796-1840) fue un médico, botánico y micólogo francés.

## Biografía
Obtuvo su título de doctor en medicina el 26 de mayo de 1821 con la tesis Dissertation sur les ciguës indigènes, considérées comme poisons et comme médicaments. 
Desarrolló una clasificación de criptógamas, en la "Flore générale des environs de Paris 1826-1828".

## Algunas publicaciones
- 1822. Essai sur les Hypoxylons lichenoides. Journal de Physique, de Chimie et d’Histoire Naturelle 94: 28-61
- 1824. Histoire des graphidées, accompagnée d'un tableau analytique des genres. F. Didot, París
- 1826. Flore Générale des Environs de Paris. 1: i-xxiv, 1-674. France, París; Ferra Jeune.[2]
- 1827. Flore Générale des Environs de Paris. 2: 983 pp. París[3]
- 1826-1827. Flore générale des environs de Paris, selon la méthode naturelle. Tres partes en dos vols., Ferra, Paris. Reeditado en 1836[4]

## Honores
Chevallieria sphaerocephala Gaudich. ex Beer ( Aechmea sphaerocephala (Gaudich. ex Beer) Baker) está dedicado en su nombre.
- La abreviatura «Chevall.» se emplea para indicar a François Fulgis Chevallier como autoridad en la descripción y clasificación científica de los vegetales.[6]